# Кло Фонтен
Кло Фонтен (фр. Clos-Fontaine) је насељено место у Француској у региону Париски регион, у департману Сена и Марна.
По подацима из 2011. године у општини је живело 265 становника, а густина насељености је износила 44,39 становника/km².

## Демографија
| 1962. | 1968. | 1975. | 1982. | 1990. | 2011. |
| ----- | ----- | ----- | ----- | ----- | ----- |
| 131   | 108   | 160   | 176   | 262   | 265   |